# Indische Badmintonmeisterschaft 1961/62
Die Indische Badmintonmeisterschaft der Saison 1961/62 fand vom 8. bis zum 17. Dezember 1961 in Amritsar statt. Es war die 26. Austragung der nationalen Titelkämpfe im Badminton in Indien.

## Titelträger
| Disziplin    | Sieger                              |
| ------------ | ----------------------------------- |
| Herreneinzel | Nandu M. Natekar                    |
| Dameneinzel  | Meena Shah                          |
| Herrendoppel | Nandu M. Natekar Chandrakant Deoras |
| Damendoppel  | Prem Prashar Manda Kelkar           |
| Mixed        | Nandu M. Natekar Manda Kelkar       |